# Aparició de Crist a sant Ignasi de Loiola
L’aparició de Crist a sant Ignasi de Loiola és una obra de Jeroni Jacint Espinosa feta l’any 1631 per a l’església de la Companyia de Jesús de València. És una obra de gran format (425,5 cm x 298 cm) realitzada en oli sobre llenç.

## Localització
Aquesta pintura, actualment en la col·lecció del Museu de Belles Arts de València, prové de la Casa Professa de la Companyia de Jesús de la mateixa ciutat i arribà al museu probablement com a conseqüència de la desamortització.
Malgrat que alguns autors, com Gómez Carbonell, l’han considerat una obra de taller, actualment s'accepta com a obra del pintor de Cocentaina Jeroni Jacint Espinosa i així figura al catàleg del propi museu. Garcia Mahíques considera que Espinosa el va acabar l’any 1631 i, per tant, seria una de les obres mestres del període de joventut del pintor. El quadre es destinà a l’altar del costat de l’epístola del creuer de l’església de la Companyia de Jesús a València.
Sovint s'ha confós amb un altre llenç posterior d’Espinosa amb la mateixa temàtica i que va substituir aquest al mateix emplaçament aprofitant la reforma de la capella en 1658. Amb posterioritat, aquesta capella va ser destinada a panteó familiar dels comtes de Parcent. Aquest segon quadre es conserva també al Museu de Belles Arts de València.

## Anàlisi estilística
Aquesta obra mostra detalls encara manieristes, com ara els escorços audaços dels àngels de la part superior, el plegat menut d’algunes teles i els cabells rinxolats d’alguns àngels. D’estil clar i concentrat, de cànon esvelt, divideix la composició en dos espais, terrenal i celestial.
Espinosa és un pintor que es mantindrà ferm a un estil al llarg de la seua trajectòria i que va estar clarament influenciat per l’obra de Ribalta i d’Orrente. A Ribalta remet el naturalisme dels rostres i el tractament de la llum, molt important en la seua pintura ja que dota les figures de corporeïtat i d’un cert sentit ambiental. També torna als detalls anecdòtics, on destaca per la seua qualitat, influït en este cas per l'atracció per allò quotidià i la representació exacta dels objectes d'ús i els animals d’Orrente. Va utilitzar la pintura per a representar una profunda inspiració religiosa i un realisme auster i essencial, sempre fidel al corrent contrareformista.
Es poden apreciar en aquesta obra algunes relacions amb obres anteriors d’Espinosa, com el Crist del Rescat (el jesuïta de la dreta del quadre de Sant Ignasi és idèntic al comerciant que aporta les monedes en aquest quadre anterior) o la Mort de la Mare de Déu (els caps d’alguns dels àngels són iguals en ambdues obres), malgrat que aquesta última pintura s'ha considerat sovint obra del seu pare, Jeroni Rodríguez Espinosa.

## Aproximació al significat
El quadre representa un moment de la vida de sant Ignasi conegut com la “Visió de la Storta” en què, quan anava el sant a Roma, junt a dos companys, per defensar el seu projecte davant el Papa, va entrar en una església abandonada a orar i hi va veure aparéixer la Trinitat, amb Crist portant la creu al muscle, qui els va dir: Ego vobis Romae propitius ero (Jo us seré propici en Roma).
Així doncs, el llenç reflecteix el passatge de manera fidel, però incorpora molts elements angèlics que no apareixen al relat. En la posició central de la part inferior veiem el sant, de genolls, que observa a Crist, qui està a l’esquerra portant la creu al muscle. Junt a Ignasi apareixen dos àngels, un amb cuirassa militar interpretat com sant Miquel i l’altre en qui s'ha volgut veure a l'Àngel Custodi. Darrere de sant Miquel, dos companys de sant Ignasi preguen de genolls. A la part superior trobem, a la dreta, al Déu Pare assenyalant l’escena inferior amb la mà dreta. Enfront d’ell apareix la Mare de Déu com a intercessora i, entre els dos i a la part superior del llenç, l’Esperit Sant en forma de colom il·luminat.
La imatge de sant Ignasi de Loiola ha sigut un dels productes millor elaborats i cuidats de la modernitat. Els jesuïtes sempre foren conscients de la importància que tenia oferir per al culte i per a la vindicació de la Companyia unes imatges que resultaren convincents, dignes i apropiades a cadascuna de les seues finalitats. Havia sigut justament el seu fundador, sant Ignasi de Loiola, un dels impulsors de la moderna imatge cristiana. Així, els jesuïtes impulsaran i desenvoluparan tot un complex propagandístic orientat a la divulgació doctrinal i, en general, a l’apologètica contrareformista, on la retòrica de la imatge compleix un paper essencial. L’episodi de la Visió de la Storta ací representada significà per als jesuïtes una espècie de baptisme de la Companyia, per la qual cosa aquest tema sempre ocupa el lloc d’honor als altars dedicats a sant Ignasi i és el més característic de la seua visualitat artística.
La llibertat iconogràfica aplicada per Espinosa en incloure els companys jesuïtes en el moment de la visió del sant, la presència de la Mare de Déu i, especialment, la multitud d’àngels, no s'ajusta a la realitat oficialment vertadera dels fets. És a dir, al quadre subjau una actitud artística més manierista que contrareformista, cosa que el feu inconvenient per a la finalitat a la qual anava destinat. Això podria explicar que s'aprofitara la reforma de la capella de 1659 per a substituir-lo per la segona versió de 1658, més ajustada al tipus usual divulgat per la Companyia de Jesús.
Cal destacar que el mateix tema havia sigut interpretat abans per Francesc Ribalta en un llenç pintat en València per al convent de Santa Caterina de Saragossa i que Espinosa pogué conèixer però del qual en desconeguem la composició.